# Katarina Ivanovska

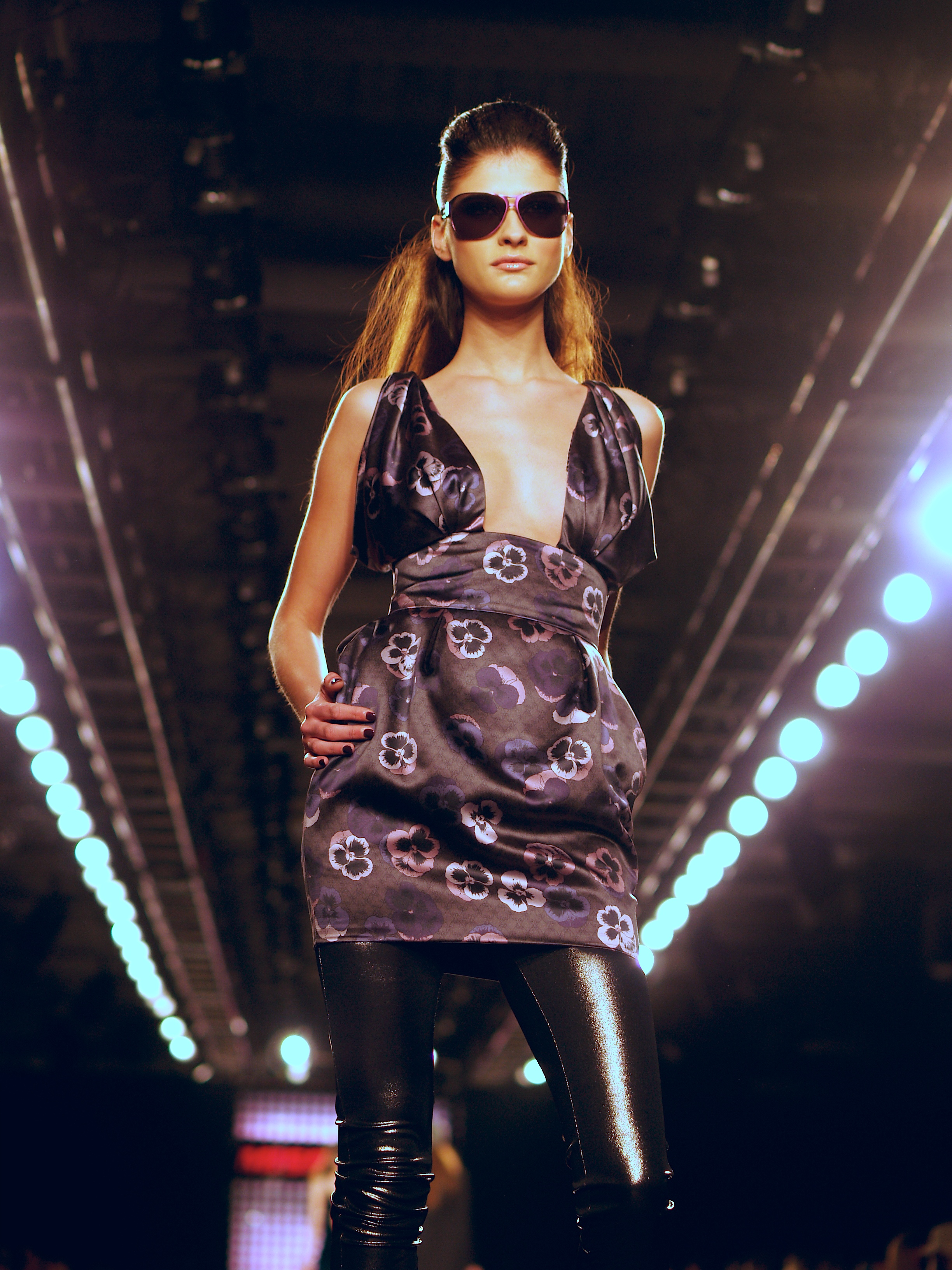
Katarina Ivanovska (2007)

Katarina Ivanovska (mazedonisch Катарина Ивановска; geb. 18. August 1988 in Skopje) gilt als das bekannteste nordmazedonische Model. Außerdem war sie als Schauspielerin erfolgreich.

## Biographie
Katarina Ivanovska kam 1988 in Skopje zur Welt, der Hauptstadt Nordmazedoniens, damals noch Sozialistische Republik Mazedonien der Sozialistischen Föderativen Republik Jugoslawien.

### Modelkarriere

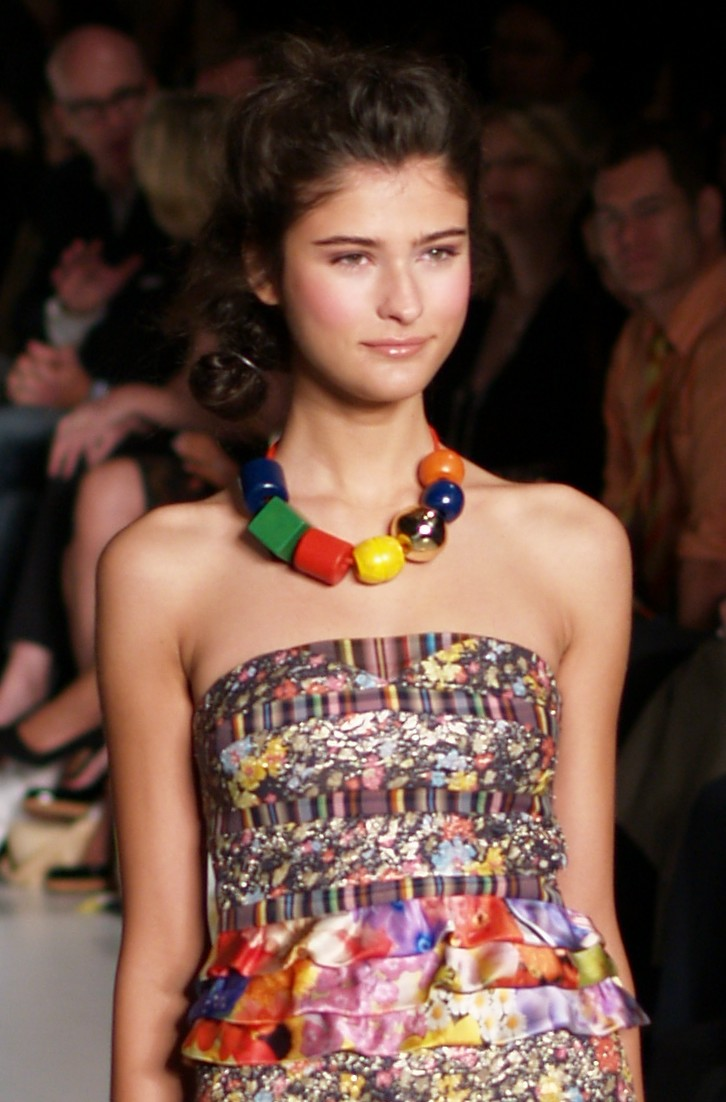
Katarina Ivanovska (2006)

2004 gewann sie die Look Models International model search in Nordmazedonien und betrat dann auf der Mailänder Modewoche erstmals die internationale Bühne. Im Dezember 2004 wurde eine Bilderserie von ihr in Elle veröffentlicht und sie war in Citizen K, Stiletto und den italienischen und russischen Ausgaben der Vogue zu sehen. Sie trat in Dior-Shows auf und arbeitete viel mit John Galliano zusammen. Katarina Ivanovska ging als High-School-Schülerin nach New York, wo sie für einige der berühmtesten Modedesigner und Marken der Welt auftrat. 2006 war sie auf den Covern der britischen Diva und der portugiesischen Máxima und präsentierte Mode in Anzeigen für Dolce & Gabbana. Nach der Geburt ihrer zwei Töchter zog sie zurück nach Skopje und konzentrierte sich auf europäische Engagements. 2010 war Ivanovska in der serbischen Elle vertreten. 2011 wurde sie von Victoria’s Secret unter Vertrag genommen.

### Filmkarriere
2012 spielte Katarina Ivanovska in dem Film „Trento poluvreme“ (international „The Third Half“) die Hauptrolle an der Seite von Sasko Kovec und Richard Sammel unter der Regie von Darko Mitrevski. Der Film wurde für den Audience Award des Palm Springs International Film Festivals nominiert und gewann den Audience Award des Atlanta Jewish Film Festival. 2021 wirkte sie in der Fernsehserie „Prespav“ mit.